# Charràs
Charreç (en francès Charras) és un municipi francès situat al departament del Charente i a la regió de la Nova Aquitània. L'any 2007 tenia 319 habitants.

## Demografia

### Població
El 2007 la població de fet de Charras era de 319 persones. Hi havia 142 famílies de les quals 36 eren unipersonals (12 homes vivint sols i 24 dones vivint soles), 53 parelles sense fills, 41 parelles amb fills i 12 famílies monoparentals amb fills.
La població ha evolucionat segons el següent gràfic:
Habitants censats

### Habitatges
El 2007 hi havia 203 habitatges, 140 eren l'habitatge principal de la família, 46 eren segones residències i 17 estaven desocupats. 176 eren cases i 26 eren apartaments. Dels 140 habitatges principals, 110 estaven ocupats pels seus propietaris, 23 estaven llogats i ocupats pels llogaters i 7 estaven cedits a títol gratuït; 10 tenien dues cambres, 22 en tenien tres, 34 en tenien quatre i 73 en tenien cinc o més. 76 habitatges disposaven pel capbaix d'una plaça de pàrquing. A 66 habitatges hi havia un automòbil i a 57 n'hi havia dos o més.

### Piràmide de població
La piràmide de població per edats i sexe el 2009 era:
| Homes | Edats   | Dones |
| ----- | ------- | ----- |
| 0     | 95 o +  | 0     |
| 0     | 90 a 94 | 0     |
| 8     | 85 a 89 | 8     |
| 0     | 80 a 84 | 4     |
| 8     | 75 a 79 | 4     |
| 8     | 70 a 74 | 12    |
| 8     | 65 a 69 | 8     |
| 12    | 60 a 64 | 0     |
| 4     | 55 a 59 | 12    |
| 20    | 50 a 54 | 12    |
| 4     | 45 a 49 | 16    |
| 12    | 40 a 44 | 4     |
| 28    | 35 a 39 | 16    |
| 0     | 30 a 34 | 12    |
| 4     | 25 a 29 | 0     |
| 8     | 20 a 24 | 4     |
| 8     | 15 a 19 | 8     |
| 8     | 10 a 14 | 16    |
| 4     | 5 a 9   | 20    |
| 0     | 0 a 4   | 4     |

## Economia
El 2007 la població en edat de treballar era de 216 persones, 150 eren actives i 66 eren inactives. De les 150 persones actives 128 estaven ocupades (71 homes i 57 dones) i 22 estaven aturades (9 homes i 13 dones). De les 66 persones inactives 30 estaven jubilades, 13 estaven estudiant i 23 estaven classificades com a «altres inactius».

### Ingressos
El 2009 a Charras hi havia 134 unitats fiscals que integraven 282 persones, la mediana anual d'ingressos fiscals per persona era de 15.621 €.

### Activitats econòmiques
Dels 14 establiments que hi havia el 2007, 1 era d'una empresa alimentària, 2 d'empreses de fabricació d'altres productes industrials, 3 d'empreses de construcció, 4 d'empreses de comerç i reparació d'automòbils, 1 d'una empresa d'hostatgeria i restauració, 1 d'una empresa de serveis i 2 d'empreses classificades com a «altres activitats de serveis».
Dels 6 establiments de servei als particulars que hi havia el 2009, 1 era un paleta, 1 fusteria, 1 lampisteria, 1 perruqueria, 1 restaurant i 1 tintoreria.
Dels 2 establiments comercials que hi havia el 2009, 1 era una botiga de menys de 120 m² i 1 una fleca.
L'any 2000 a Charras hi havia 13 explotacions agrícoles que ocupaven un total de 576 hectàrees.

## Equipaments sanitaris i escolars
El 2009 hi havia una escola elemental integrada dins d'un grup escolar amb les comunes properes formant una escola dispersa.

## Poblacions més properes
El següent diagrama mostra les poblacions més properes.